# 宮城県第1区
宮城県第1区（みやぎけんだいいっく）は、日本の衆議院議員総選挙における選挙区。1994年（平成6年）の公職選挙法改正で設置。

## 区域

### 現在の区域
2022年（令和4年）公職選挙法改正以降の区域は以下のとおりである。仙台市旧秋保町域が3区から復帰し2017年以前の区域に戻った。
- 仙台市
  - 青葉区
  - 太白区

### 2017年から2022年までの区域
2017年（平成29年）公職選挙法改正から2022年の小選挙区改定までの区域は以下のとおりである。2017年の区割り変更で、太白区内の旧秋保町域が3区へ移動。
- 仙台市
  - 青葉区
  - 太白区（旧秋保町域を除く：本庁管内）

### 2017年以前の区域
1994年（平成6年）公職選挙法改正から2017年の小選挙区改定までの区域は以下のとおりである。
- 仙台市
  - 青葉区
  - 太白区

## 歴史
中選挙区時代の旧宮城県1区に自民党は愛知揆一・和男親子、三塚博、伊藤宗一郎を擁立し、社会党の戸田菊雄、岡崎トミ子、公明党の千葉国男が争うという構図だった。
小選挙区制が導入されると、三塚は3区、伊藤は4区に、自民党から新生党、新進党に移った愛知は1区から出馬することになった。1996年の第41回衆議院議員総選挙で、愛知は社会党から旧民主党に移った岡崎トミ子を破り8選を果たした。
その後、愛知は新進党を離党し自民党に復党し、2000年の第42回衆議院議員総選挙では自民党から出馬することになったが、愛知は民主党の今野東に敗北し落選した。
今野は2003年の第43回衆議院議員総選挙でも再選されたが、今野及び宮城2区で当選した鎌田さゆりを支援していたNTT労働組合の幹部らが、公職選挙法において連座制の適用対象となる利益誘導罪で逮捕・起訴される不祥事が発生し、連座制適用となる判決を機に議員辞職した。
2005年の第44回衆議院議員総選挙からは、愛知の後継の自民党候補となった土井亨、今野の後継の民主党候補となった郡和子がこの選挙区で争っている。
2014年の第47回衆議院議員総選挙において、青葉区選挙管理委員会が集計ミスを隠蔽するため存在しない968票を無効票に、8票を持ち帰り票として水増し集計したことが発覚する。また、水増し発覚により調査を実施した結果、最高裁判所裁判官国民審査の開票に関しても、二重集計のミスを隠蔽するため、存在しない500票を信任票に、505票を持ち帰り票として水増ししたことも発覚する。これを受け2015年1月16日、奥山恵美子市長は衆議院選挙の票水増しに関与した選挙課長・係長と虚偽の説明をし問題の隠蔽を図った事務局長を更迭。奥山市長は1月19日に刑事告発するが、国民審査の水増しを行った職員が不明なため、容疑者不詳の状態での告発となった。5月18日、奥山は事務局長・選挙課長・選挙係長を懲戒免職する方針を決め、同時に市長・副市長の減給処分を決定した。
2017年の区割り変更に伴い、旧秋保町の区域が1区から3区に移動した。同年に行われた第48回衆議院議員総選挙では民進党の仙台市議であった岡本章子と伊藤優太がそれぞれ立憲民主党と希望の党から出馬するなど、野党候補が乱立。結果として土井が4選し、岡本は比例復活した。
2021年の第49回衆議院議員総選挙では岡本は野党統一候補として土井に挑んだが土井が5選し、岡本はまたも比例復活に回ったが、2024年の第50回衆議院議員総選挙では逆に岡本が初の小選挙区当選を果たし、土井は自民党の裏金問題が大きく響いて落選という結末に終わった。

## 小選挙区選出議員
| 選挙名                 | 年                 | 当選者   | 党派       |
| ---------------------- | ------------------ | -------- | ---------- |
| 第41回衆議院議員総選挙 | 1996年（平成8年）  | 愛知和男 | 新進党     |
| 第42回衆議院議員総選挙 | 2000年（平成12年） | 今野東   | 民主党     |
| 第43回衆議院議員総選挙 | 2003年（平成15年） | 今野東   | 民主党     |
| 第44回衆議院議員総選挙 | 2005年（平成17年） | 土井亨   | 自由民主党 |
| 第45回衆議院議員総選挙 | 2009年（平成21年） | 郡和子   | 民主党     |
| 第46回衆議院議員総選挙 | 2012年（平成24年） | 土井亨   | 自由民主党 |
| 第47回衆議院議員総選挙 | 2014年（平成26年） | 土井亨   | 自由民主党 |
| 第48回衆議院議員総選挙 | 2017年（平成29年） | 土井亨   | 自由民主党 |
| 第49回衆議院議員総選挙 | 2021年（令和3年）  | 土井亨   | 自由民主党 |
| 第50回衆議院議員総選挙 | 2024年（令和6年）  | 岡本章子 | 立憲民主党 |

## 選挙結果
時の内閣：第1次石破内閣 解散日：2024年10月9日 公示日：2024年10月15日
当日有権者数：44万7080人 最終投票率：51.21%（前回比：3.39%） （全国投票率：53.85%（2.08%））
| 当落 | 候補者名 | 年齢 | 所属党派     | 新旧 | 得票数    | 得票率 | 惜敗率 | 推薦・支持 | 重複 |
| ---- | -------- | ---- | ------------ | ---- | --------- | ------ | ------ | ---------- | ---- |
| 当   | 岡本章子 | 60   | 立憲民主党   | 前   | 115,142票 | 51.65% | ――     |            | ○    |
|      | 土井亨   | 66   | 自由民主党   | 前   | 81,924票  | 36.75% | 71.15% | 公明党推薦 | ○    |
|      | 高橋浩司 | 61   | 日本維新の会 | 新   | 25,852票  | 11.60% | 22.45% |            | ○    |

時の内閣：第1次岸田内閣 解散日：2021年10月14日 公示日：2021年10月19日
当日有権者数：43万9697人 最終投票率：54.60%（前回比：3.13%） （全国投票率：55.93%（2.25%））
| 当落 | 候補者名   | 年齢 | 所属党派     | 新旧 | 得票数    | 得票率 | 惜敗率 | 推薦・支持 | 重複 |
| ---- | ---------- | ---- | ------------ | ---- | --------- | ------ | ------ | ---------- | ---- |
| 当   | 土井亨     | 63   | 自由民主党   | 前   | 101,964票 | 43.42% | ――     | 公明党推薦 | ○    |
| 比当 | 岡本章子   | 57   | 立憲民主党   | 前   | 96,649票  | 41.16% | 94.79% |            | ○    |
|      | 春藤沙弥香 | 40   | 日本維新の会 | 新   | 23,033票  | 9.81%  | 22.59% |            | ○    |
|      | 大草芳江   | 39   | 無所属       | 新   | 13,174票  | 5.61%  | 12.92% |            | ×    |

時の内閣：第3次安倍第3次改造内閣 解散日：2017年9月28日 公示日：2017年10月10日
当日有権者数：43万1342人 最終投票率：51.47%（前回比：2.44%） （全国投票率：53.68%（1.02%））
| 当落 | 候補者名 | 年齢 | 所属党派     | 新旧 | 得票数    | 得票率 | 惜敗率 | 推薦・支持           | 重複 |
| ---- | -------- | ---- | ------------ | ---- | --------- | ------ | ------ | -------------------- | ---- |
| 当   | 土井亨   | 59   | 自由民主党   | 前   | 100,123票 | 46.17% | ――     | 公明党・日本のこころ | ○    |
| 比当 | 岡本章子 | 53   | 立憲民主党   | 新   | 78,704票  | 36.30% | 78.61% |                      | ○    |
|      | 伊藤優太 | 32   | 希望の党     | 新   | 24,047票  | 11.09% | 24.02% |                      | ○    |
|      | 畠山昌樹 | 43   | 日本維新の会 | 新   | 10,001票  | 4.61%  | 9.99%  |                      | ○    |
|      | 油井哲史 | 37   | 幸福実現党   | 新   | 2,413票   | 1.11%  | 2.41%  |                      |      |
|      | 今留尚人 | 52   | 無所属       | 新   | 1,547票   | 0.71%  | 1.55%  |                      | ×    |

- 伊藤は2019年8月の仙台市議会議員選挙（青葉区選挙区）に無所属で立候補し当選。

時の内閣：第2次安倍改造内閣 解散日：2014年11月21日 公示日：2014年12月2日
当日有権者数：42万1921人 最終投票率：49.03%（前回比：6.16%） （全国投票率：52.66%（6.66%））
| 当落 | 候補者名 | 年齢 | 所属党派   | 新旧 | 得票数   | 得票率 | 惜敗率 | 推薦・支持 | 重複 |
| ---- | -------- | ---- | ---------- | ---- | -------- | ------ | ------ | ---------- | ---- |
| 当   | 土井亨   | 56   | 自由民主党 | 前   | 93,345票 | 46.78% | ――     | 公明党     | ○    |
| 比当 | 郡和子   | 57   | 民主党     | 前   | 81,113票 | 40.65% | 86.90% |            | ○    |
|      | 松井秀明 | 46   | 日本共産党 | 新   | 25,063票 | 12.56% | 26.85% |            |      |

- 郡は2017年仙台市長選挙に立候補し当選。

時の内閣：野田第3次改造内閣 解散日：2012年11月16日 公示日：2012年12月4日
当日有権者数：41万5768人 最終投票率：55.19%（前回比：9.59%） （全国投票率：59.32%（9.96%））
| 当落 | 候補者名 | 年齢 | 所属党派     | 新旧 | 得票数   | 得票率 | 惜敗率 | 推薦・支持   | 重複 |
| ---- | -------- | ---- | ------------ | ---- | -------- | ------ | ------ | ------------ | ---- |
| 当   | 土井亨   | 54   | 自由民主党   | 元   | 87,482票 | 39.18% | ――     |              | ○    |
| 比当 | 郡和子   | 55   | 民主党       | 前   | 60,916票 | 27.28% | 69.63% | 国民新党     | ○    |
| 比当 | 林宙紀   | 35   | みんなの党   | 新   | 38,316票 | 17.16% | 43.80% | 日本維新の会 | ○    |
|      | 横田匡人 | 47   | 日本未来の党 | 新   | 16,557票 | 7.42%  | 18.93% | 新党大地     | ○    |
|      | 角野達也 | 53   | 日本共産党   | 新   | 13,454票 | 6.03%  | 15.38% |              |      |
|      | 桑島崇史 | 33   | 社会民主党   | 新   | 6,547票  | 2.93%  | 7.48%  |              | ○    |

- 林は第47回衆議院議員総選挙では宮城県第2区から出馬し落選、その後2017年仙台市長選挙に立候補し落選。

時の内閣：麻生内閣 解散日：2009年7月21日 公示日：2009年8月18日
当日有権者数：40万2329人 最終投票率：64.78%（前回比：1.59%） （全国投票率：69.28%（1.77%））
| 当落 | 候補者名 | 年齢 | 所属党派   | 新旧 | 得票数    | 得票率 | 惜敗率 | 推薦・支持 | 重複 |
| ---- | -------- | ---- | ---------- | ---- | --------- | ------ | ------ | ---------- | ---- |
| 当   | 郡和子   | 52   | 民主党     | 前   | 149,980票 | 58.53% | ――     |            | ○    |
|      | 土井亨   | 51   | 自由民主党 | 前   | 87,401票  | 34.11% | 58.28% | 公明党     | ○    |
|      | 角野達也 | 50   | 日本共産党 | 新   | 14,547票  | 5.68%  | 9.70%  |            |      |
|      | 矢島卓臣 | 26   | 無所属     | 新   | 2,987票   | 1.17%  | 1.99%  |            | ×    |
|      | 遠田敬一 | 58   | 幸福実現党 | 新   | 1,344票   | 0.52%  | 0.90%  |            |      |

時の内閣：第2次小泉改造内閣 解散日：2005年8月8日 公示日：2005年8月30日
当日有権者数：39万7934人 最終投票率：63.19%（前回比：8.45%） （全国投票率：67.51%（7.65%））
| 当落 | 候補者名 | 年齢 | 所属党派   | 新旧 | 得票数    | 得票率 | 惜敗率 | 推薦・支持 | 重複 |
| ---- | -------- | ---- | ---------- | ---- | --------- | ------ | ------ | ---------- | ---- |
| 当   | 土井亨   | 47   | 自由民主党 | 新   | 117,236票 | 47.28% | ――     |            | ○    |
| 比当 | 郡和子   | 48   | 民主党     | 新   | 115,264票 | 46.48% | 98.32% |            | ○    |
|      | 角野達也 | 46   | 日本共産党 | 新   | 15,470票  | 6.24%  | 13.20% |            |      |

時の内閣：第1次小泉第2次改造内閣 解散日：2003年10月10日 公示日：2003年10月28日
当日有権者数：39万4381人 最終投票率：54.74% （全国投票率：59.86%（2.63%））
| 当落 | 候補者名 | 年齢 | 所属党派   | 新旧 | 得票数    | 得票率 | 惜敗率 | 推薦・支持 | 重複 |
| ---- | -------- | ---- | ---------- | ---- | --------- | ------ | ------ | ---------- | ---- |
| 当   | 今野東   | 55   | 民主党     | 前   | 106,821票 | 50.78% | ――     |            | ○    |
|      | 土井亨   | 45   | 自由民主党 | 新   | 84,565票  | 40.20% | 79.17% |            | ○    |
|      | 菅野直子 | 31   | 日本共産党 | 新   | 18,960票  | 9.01%  | 17.75% |            |      |

- 今野は支援者による選挙違反事件をうけ議員を辞職したが、補欠選挙が行なわれる直前に解散したため、第44回選挙までは欠員とされた。第21回参議院議員通常選挙で比例区から立候補し、当選。

時の内閣：第1次森内閣 解散日：2000年6月2日 公示日：2000年6月13日 （全国投票率：62.49%（2.84%））
| 当落 | 候補者名   | 年齢 | 所属党派   | 新旧 | 得票数   | 得票率 | 惜敗率 | 推薦・支持 | 重複 |
| ---- | ---------- | ---- | ---------- | ---- | -------- | ------ | ------ | ---------- | ---- |
| 当   | 今野東     | 52   | 民主党     | 新   | 88,864票 | 42.04% | ――     |            | ○    |
|      | 愛知和男   | 62   | 自由民主党 | 前   | 73,839票 | 34.93% | 83.09% |            | ○    |
|      | 遠藤いく子 | 51   | 日本共産党 | 新   | 28,281票 | 13.38% | 31.83% |            | ○    |
|      | 沖田捷夫   | 55   | 社会民主党 | 新   | 20,416票 | 9.66%  | 22.97% |            | ○    |

- 愛知は落選でいったん議員を引退したが第44回で比例東京ブロックから返り咲き。第45回では落選。

時の内閣：第1次橋本内閣 解散日：1996年9月27日 公示日：1996年10月8日 （全国投票率：59.65%（8.11%））
| 当落 | 候補者名   | 年齢 | 所属党派   | 新旧 | 得票数   | 得票率 | 惜敗率 | 推薦・支持 | 重複 |
| ---- | ---------- | ---- | ---------- | ---- | -------- | ------ | ------ | ---------- | ---- |
| 当   | 愛知和男   | 59   | 新進党     | 前   | 77,817票 | 40.83% | ――     |            |      |
|      | 岡崎トミ子 | 52   | 民主党     | 前   | 56,537票 | 29.66% | 72.65% |            | ○    |
|      | 浅野公道   | 57   | 自由民主党 | 新   | 28,351票 | 14.88% | 36.43% |            | ○    |
|      | 遠藤いく子 | 47   | 日本共産党 | 新   | 26,346票 | 13.82% | 33.86% |            | ○    |
|      | 岡本正哉   | 32   | 無所属     | 新   | 1,535票  | 0.81%  | 1.97%  |            | ×    |

- 岡崎は翌年の第17回参議院議員補欠選挙に立候補し、当選。